# Jean Julien Angot des Rotours
Pour les articles homonymes, voir Rotours.
Jean Julien Angot des Rotours, dit Jules Angot des Rotours, est un officier général de la marine et administrateur colonial français, né le 2 juin 1773 aux Rotours, une ancienne commune française de la généralité d'Alençon en Normandie. Il décède à Brest, dans le Finistère, le 26 mars 1844.

## Biographie
Jean Julien Angot des Rotours est le fils de Noël François Mathieu Angot des Rotours, financier, premier commis au contrôle général des finances de 1782 à 1792 (membre du comité des finances sous la Révolution).
Sa famille a été anoblie en 1736.
Son frère François Mathieu Angot des Rotours fut administrateur de la Manufacture des Gobelins.
Jean Julien, dit « Jules », Angot des Rotours est successivement capitaine de vaisseau de 2de classe (8 juillet 1814), capitaine de vaisseau de 1re classe (1er février 1822) et termine sa carrière contre-amiral (17 août 1822). Il participe à la Prise du fort Santi-Petri lors de l'Expédition d'Espagne.
Il est baron héréditaire par lettres patentes du 28 décembre 1816.
Il est gouverneur de la Guadeloupe du 28 février 1826 au 31 janvier 1830. Durant son mandat, il entreprend de nombreux travaux d'infrastructure sur l'archipel, notamment la reconstruction de Basse-Terre (durement touchée par un cyclone en 1825), l'assèchement des marais autour de Pointe-à-Pitre pour contrer la fièvre jaune et le percement de nombreux canaux – dont le canal des Rotours à Morne-à-l'Eau, qui porte son nom en hommage – ainsi qu'un réamménagement du camp Jacob à Saint-Claude. En novembre 1826, il applique une ordonnance ministérielle du 30 août en demandant la suppression de la livre coloniale ce qui créera l'effondrement des transactions. Pour pallier cela, il crée le 10 décembre la Banque de Guadeloupe et le Franc de la Guadeloupe.
Au terme de sa carrière, le baron des Rotours est élevé à la dignité de grand officier de la Légion d'honneur en 1837. Il est admis au traitement de retraite le 1er janvier 1838.

### Vie privée
Jean Julien Angot des Rotours épouse, en 1815, Virginie Guilhem qui décède en juin 1826 de fièvre jaune. Ils ont trois filles : Clémence (mariée au capitaine de vaisseau Eugène Filhol Camas, commandeur de la Légion d'honneur en 1840  (1796-1866)), Nathalie (mariée au conseiller d'État Aufrère de la Preugne, chevalier de la Légion d'honneur), Virginie et Georgette. Leur fils célibataire est mort en 1844.
Il est inhumé au cimetière Saint-Martin à Brest.

## Décorations
- Chevalier de la Légion d'honneur : le 23 juin 1810 : ;
- Chevalier de l'ordre royal et militaire de Saint-Louis : le 18 août 1814 ;
- Officier de la Légion d'honneur : le 28 avril 1821 ;
- Grand-croix de 5e classe de l'Ordre de Saint-Ferdinand d'Espagne : en 1823 ;
- Commandeur de la Légion d'honneur : le 20 septembre 1823 ;
- Grand-croix de l'ordre de la Tour et de l'Épée : en 1824 ;
- Grand officier de la Légion d'honneur : le 17 novembre 1837.

### Sources bibliographiques
- (en) James Grant Wilson et John Fiske, Appletons' cyclopædia of American biography : Rotours, Jean Julien Angot, vol. 5, New York, D.Appleton & Company, 1900 (lire en ligne).